# Federico Busini
Federico Busini, anche conosciuto come Busini I (Padova, 30 settembre 1901 – Padova, 21 marzo 1981), è stato un calciatore italiano, di ruolo attaccante.
È il fratello maggiore di Antonio Busini o Busini III, dirigente sportivo e calciatore italiano. I due hanno anche un terzo fratello conosciuto come Busini II nato nel 1903.

## Carriera
Cresciuto nel Padova, dove in totale giocherà 138 partite segnando 22 gol, nella sua carriera gioca anche per Bologna dove si laurea Campione d'Italia, Verona e Venezia.

## Palmarès
- Campionato italiano: 1

Bologna: 1928-1929